# Liste des pays par population en 1700
Ceci est une liste de pays par population en 1700. Les chiffres estimés datent du début de l'année 1700 et les chiffres exacts concernent les pays ayant organisé un recensement à différentes dates au cours de l'année 1700. La majeure partie de ces chiffres provient de l'ouvrage Two Thousand Years of Economic Statistics d'Alexander V. Avakov, volume 1, pages 18 à 20, qui couvre les chiffres de la population de l'année 1700 en fonction des frontières modernes. V. Avakov lui-même cite diverses sources, dont principalement Angus Maddison.

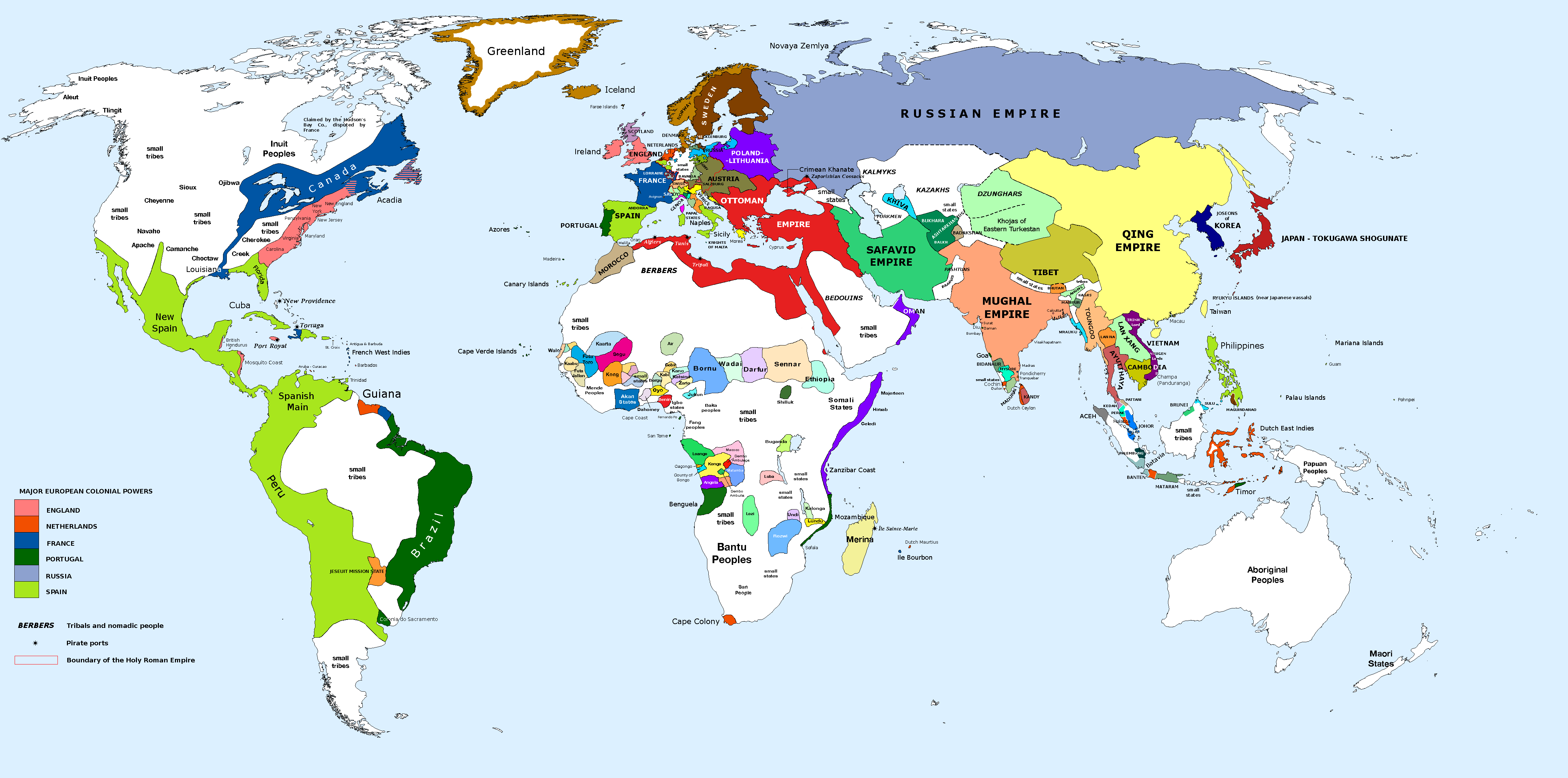
Le monde en 1700.

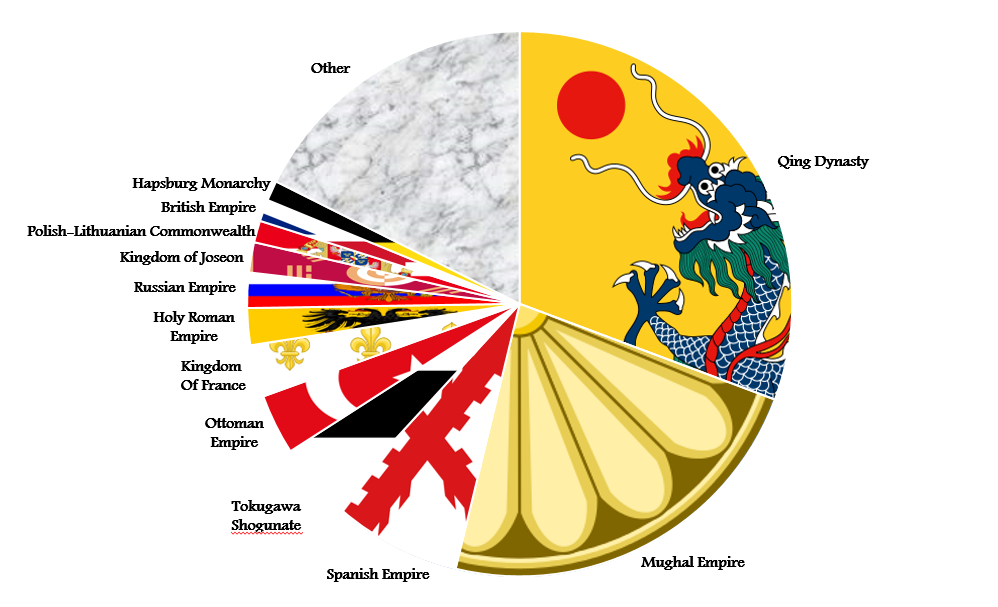